# Юстин Нассауский
Юстин Нассауский (нидерл. Justinus van Nassau; 1559 — 26 июня 1631, Лейден) — нидерландский адмирал, внебрачный сын Вильгельма I Оранского. Являлся губернатором Бреды во время её осады испанскими войсками под командованием Амброзио Спинолы, запечатлен на известной картине Диего Веласкеса «Сдача Бреды».

## Биография
Матерью Юстина была Ева Элинккс, любовница Вильгельма между его первым и вторым браками. Вильгельм Оранский признал Юстина и воспитал его вместе со своими другими детьми.

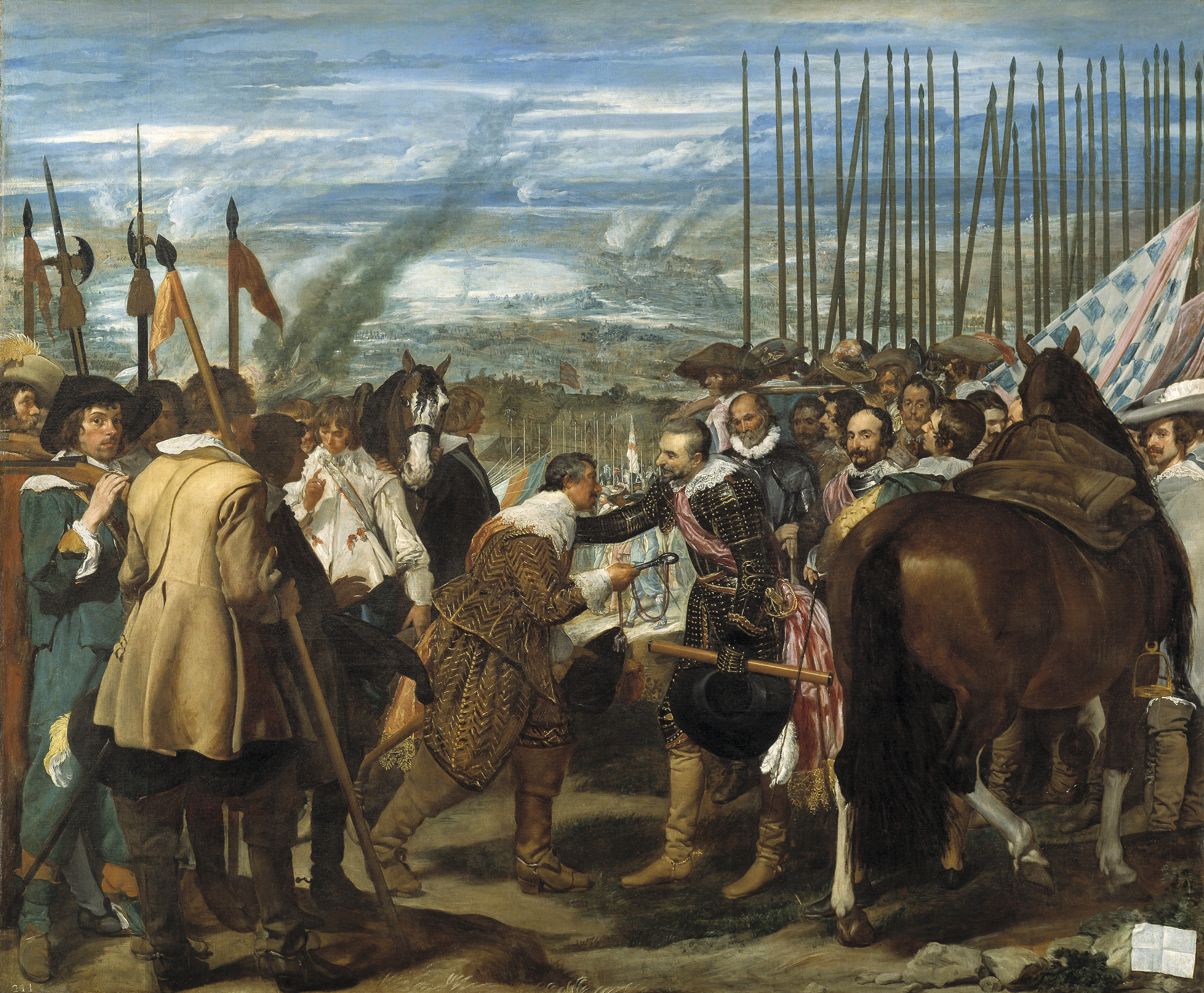
«Сдача Бреды», Диего Веласкес, 1635, Прадо. Юстин Нассауский вручает ключи от города Амброзио Спиноле.

Юстин учился в Лейдене, и 17 мая 1583 года стал подполковником. 28 февраля 1585 года он стал лейтенант-адмиралом Зеландии, и в 1588 году сражаясь с Непобедимой армадой, он захватил 2 галеона.
В период с 1601 по 1625 года Юстин был губернатором Бреды. В 1625 году, после 11-месячной осады, он сдал город Спиноле. Юстину позволили отправиться в Лейден.
4 декабря 1597 года Юстина женился на баронессе Анне ван Ме́род (9 январь 1567 — 8 октябрь 1634). В этом браке родились трое детей:
- Вильгельм Мауритц ван Нассау (июнь 1603—1638);
- Луиза Генриетта ван Нассау (1604 — где-то между 1637 и 1645);
- Филипп ван Нассау (1605 — между 1672 и 1676).